# Benson Sakala
Benson Sakala (ur. 12 września 1996 w Lusace) – zambijski piłkarz grający na pozycji defensywnego pomocnika. Od 2023 jest zawodnikiem klubu FK Mladá Boleslav.

## Kariera klubowa
Swoją karierę piłkarską Sakala rozpoczął w klubie Red Arrows FC. W 2014 roku zadebiutował w jego barwach w pierwszej lidze zambijskiej. W 2015 roku przeszedł do Power Dynamos FC, w którym występował do 2021 roku.
Latem 2021 Sakala został piłkarzem Viktorii Žižkov. Swój debiut w nim zaliczył 23 października 2021 w przegranym 0:6 wyjazdowym spotkaniu z SFC Opava. W Viktorii grał przez rok.
W 2022 roku Sakala przeszedł do FK Viagem Příbram. Zadebiutował w nim 12 sierpnia 2022 w zremisowanym 1:1 domowym meczu z MFK Karviná. Zawodnikiem FK Viagrem był przez rok.
W 2023 roku Sakala został zawodnikiem FK Mladá Boleslav. Swój debiut w nim zanotował 23 lipca 2023 w wygranym 3:1 domowym meczu z FK Jablonec.

## Kariera reprezentacyjna
W reprezentacji Zambii Sakala zadebiutował 23 stycznia 2016 w wygranym 1:0 meczu Mistrzostw Narodów Afryki 2016 z Ugandą, rozegranym w Gisenyi. W 2024 roku powołano go do kadry na Puchar Narodów Afryki 2023. Nie wystąpił w nim w żadnym meczu.